# Heliocarpus
Heliocarpus  es un género de fanerógama (plantas con flores) con 43 especies perteneciente a la familia de las  Malváceas. Es originario de Centroamérica. 

## Descripción
Son arbustos o árboles, con pubescencia de tricomas estrellados en varios grados; plantas dioicas (en Nicaragua) o ginodioicas. Hojas ovadas, a veces 3-lobadas, margen serrado, bases serrado-glandulares en las especies nicaragüenses, palmatinervias con 3, o 5–7 nervios basales; estípulas caducas. Inflorescencias paniculiformes con eje principal simpódico y ramas terminales dicasiales con fascículos de 10–20 flores, terminales o a veces axilares, flores 4 o 5-meras, epicáliz ausente; sépalos libres, frecuentemente con apéndices en los ápices, caducos; pétalos ausentes o muy pequeños en las flores pistiladas, presentes y más cortos que los sépalos en las flores estaminadas y bisexuales, glándulas ausentes; estambres 12–40 en las flores perfectas y en las estaminadas y más largos que el pistilo o pistiloide, ausentes o estaminodiales en las flores pistiladas, sobre androginóforos agrandados, anteras lineares, más o menos medifijas y versátiles, dehiscencia longitudinal; ovario súpero, sésil sobre el androginóforo o con un ginóforo marcado, 2-locular, cada lóculo con 2 óvulos. Fruto seco e indehiscente, elipsoide o globoso, lateralmente comprimido, el cuerpo rodeado por cerdas plumosas, las cuales en nuestras especies descienden hasta el pedúnculo del ginóforo; semillas (1) 2 (3), pequeñas y comprimidas.

## Taxonomía
El género fue descrito por Carlos Linneo y publicado en Species Plantarum 1: 448, en el año 1753.  La especie tipo es Heliocarpus americanus L.

## Especies seleccionadas
- Heliocarpus americanus L.
- Heliocarpus appendiculatus Turcz.
- Heliocarpus arborescens Seem.
- Heliocarpus attenuatus S.Watson
- Heliocarpus australis E.Watson
- Heliocarpus belizensis Lundell
- Heliocarpus boliviensis Hochr.
- Heliocarpus caeciliae Loes.
- Heliocarpus chontalensis Sprague
- Heliocarpus costaricensis Sprague
- Heliocarpus cuspidatus Lundell
- Heliocarpus diclinus Hochr.
- Heliocarpus donnellsmithii Rose ex Donn.Sm.
- Heliocarpus excelsior C.V.Morton
- Heliocarpus glaber Brandegee
- Heliocarpus hirtus (Vahl) R.O.Williams & Sandwith
- Heliocarpus terebinthinaceus